# Змова послів
«Змова послів» (латис. «Sūtņu sazvērestība») — радянський історико-пригодницький фільм, знятий режисером Миколою Розанцевим на Ризькій кіностудії  в 1965 році.

## Сюжет
Фільм розповідає про одну із сторінок радянської історії — змову керівників дипломатичних служб Великої Британії, Франції і США проти Радянської влади. Літо 1918 року. Посли держав-союзниць Росії у війні з Німеччиною інтригують проти Радянського уряду. Через пастора Тілтиня, колишнього полкового священика, на одного з командирів латиських стрільців виходить представник британської розвідки Рейлі. Він грає на патріотичних почуттях латишів, чия батьківщина опинилася під німецькою окупацією після Брестського миру. Первинною метою змови називається бажання змусити більшовиків продовжувати війну на боці Антанти. Берзінь не роздумуючи йде у ВНК і розповідає про спроби вербування Дзержинському і Петерсу. Чекісти починають операцію з виявлення змовників і намагаються прояснити їхні справжні плани. Погрожуючи вийти зі справи, Берзінь дізнається від Рейлі, що стрілки повинні заарештувати всіх головних радянських керівників і передати владу в руки ставлеників союзників. За лояльність і безумовне виконання наміченого було призначено велику винагороду, частина з якої була виплачена негайно. На нараді у Фелікса Дзержинського було вирішено взяти всіх фігурантів на гарячому в день заколоту. Вбивство Урицького спровокувало превентивні арешти і деяким з організаторів вдалося сховатися. Локкарт був доставлений у ВНК, але, маючи дипломатичну недоторканність, був відпущений після допиту і висланий з Радянської Росії.

## У ролях
- Ігор Класс —  Фелікс Едмундович Дзержинський
- Олександр Кутепов —  Яків Михайлович Свердлов
- Едуардс Павулс —  Яків Петерс
- Улдіс Думпіс —  Едуард Берзінь, командир латиських стрільців
- Олег Басілашвілі —  Локкарт, голова британської місії
- Вадим Медведєв —  Сідней Рейлі
- Вальдемар Зандберг —  пастор Тілтинь
- Маргарита Гладунко —  Олена Миколаївна, людина Рейлі
- Арніс Ліцитіс —  Лідака, пильний солдат
- Анатолій Столбов —  Золотарьов
- Лариса Даниліна —  співачка в ресторані
- Юрій Дедович —  Георгій Делафар
- Володимир Васильєв —  дядько Вася
- Петро Савін —  чекіст Ксенофонтов
- Станіслав Міхін —  чекіст Костя
- Володимир Сошальський —  Каламатіано
- Волдемар Лобіньш —  епізод
- Олег Бєлов —  епізод
- Валентина Пугачова —  епізод
- Сергій Гурзо —  відвідувач ресторану
- Улдіс Лієлдіджс —  епізод
- Георгій Сатіні —  бандит

## Знімальна група
- Режисер: Микола Розанцев
- Сценаристи: Михайло Маклярський, Гунарс Курпнієкс, Микола Розанцев
- Оператори: Мартиньш Клейнс, Альберт Осипов
- Художник: Лаймдоніс Грасманіс
- Композитор: Маргер Заріньш